# تمرکز در مالکیت رسانه‌ها
تمرکز در مالکیت رسانه‌ها (همچنین به عنوان ادغام رسانه‌ها یا همگرایی رسانه‌ها شناخته می‌شود) فرایندی است که به موجب آن افراد یا سازمان‌ها به تدریج کنترل و مالکیت کمتری از رسانه‌های جمعی را در اختیار دارند. تحقیقات اخیر بیانگر سطح بالای یکپارچگی رسانه‌ها است به طوری که اکنون بسیاری از صنایع رسانه ای بسیار متمرکز بوده و تحت سلطه تعداد بسیار کمی از شرکت‌ها قرار دارند.

## یادداشت
1. ↑  Steven, 2009: p. 19
2. ↑  Downing, John, ed. (2004). The SAGE Handbook of Media Studies. SAGE. p. 296. ISBN 978-0-7619-2169-1.
3. ↑  Lorimer, Rowland & Scannell, Paddy (1994). Mass communications: a comparative introduction. Manchester University Press. pp. 86–87. ISBN 978-0-7190-3946-1.{{cite book}}:  نگهداری یادکرد:استفاده از پارامتر نویسندگان (link)CS1 maint: Uses authors parameter (link)